# 마구간

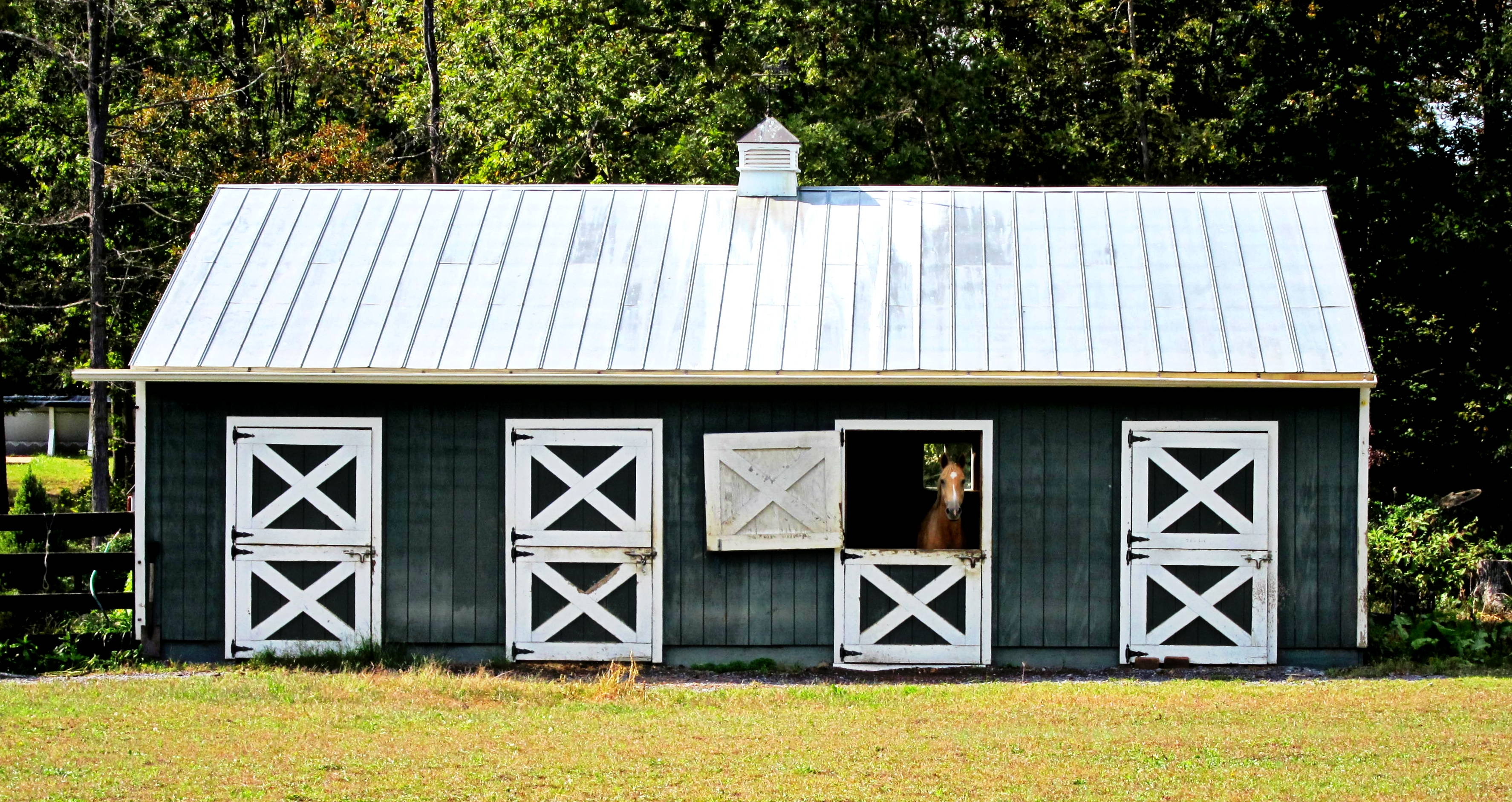
말 4마리를 위한 작은 마구간

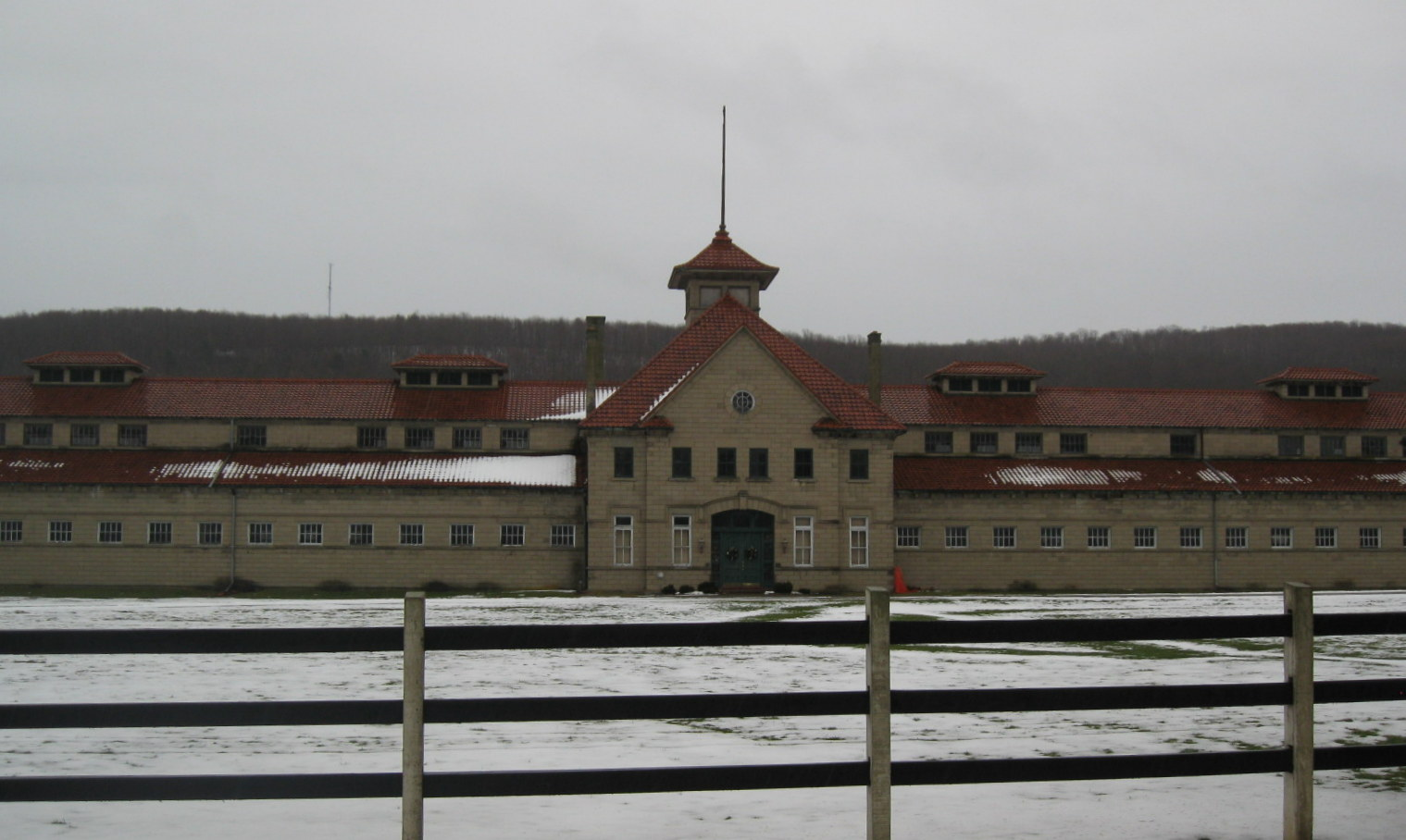
수십 마리의 말을 위한 큰 마구간

마구간(stable)은 사역동물, 특히 말이나 소를 기르는 건물이다. 이 건물은 일반적으로 칸막이로 나뉘며, 장비와 사료를 보관하는 공간을 포함할 수 있다.

## 양식
오늘날 사용되는 마구간에는 다양한 유형이 있다. 예를 들어, 헛간이라고 불리는 미국식 마구간은 양쪽 끝에 문이 있고 내부에 개별 마구간이 있거나 상하 개방형 문이 있는 독립형 마구간이 있는 큰 헛간이다. 영단어 "stable"이라는 용어는 또한 동물의 거주지나 소재지에 관계없이 단일 소유자의 보살핌을 받는 사업체나 동물의 무리를 나타내는 데 사용된다.
묶는 우리가 있는 건물은 기둥이나 우리 헛간으로도 알려져 있으며, 동물들은 머리나 목을 우리에 묶어 놓는다. 이는 주로 젖소 산업에서 사용되지만, 전통적으로 말도 묶여 있었다.
마구간의 외부 디자인은 기후, 건축 자재, 역사적 시기 및 문화적 건축 양식에 따라 크게 달라질 수 있다. 조적조 (벽돌 또는 석재), 나무, 철강 등 다양한 건축 자재를 사용할 수 있다. 마구간의 크기는 한두 마리의 동물을 수용하는 작은 건물에서 수백 마리의 동물을 수용하는 대규모 시설에 이르기까지 다양하다.

배치 양식
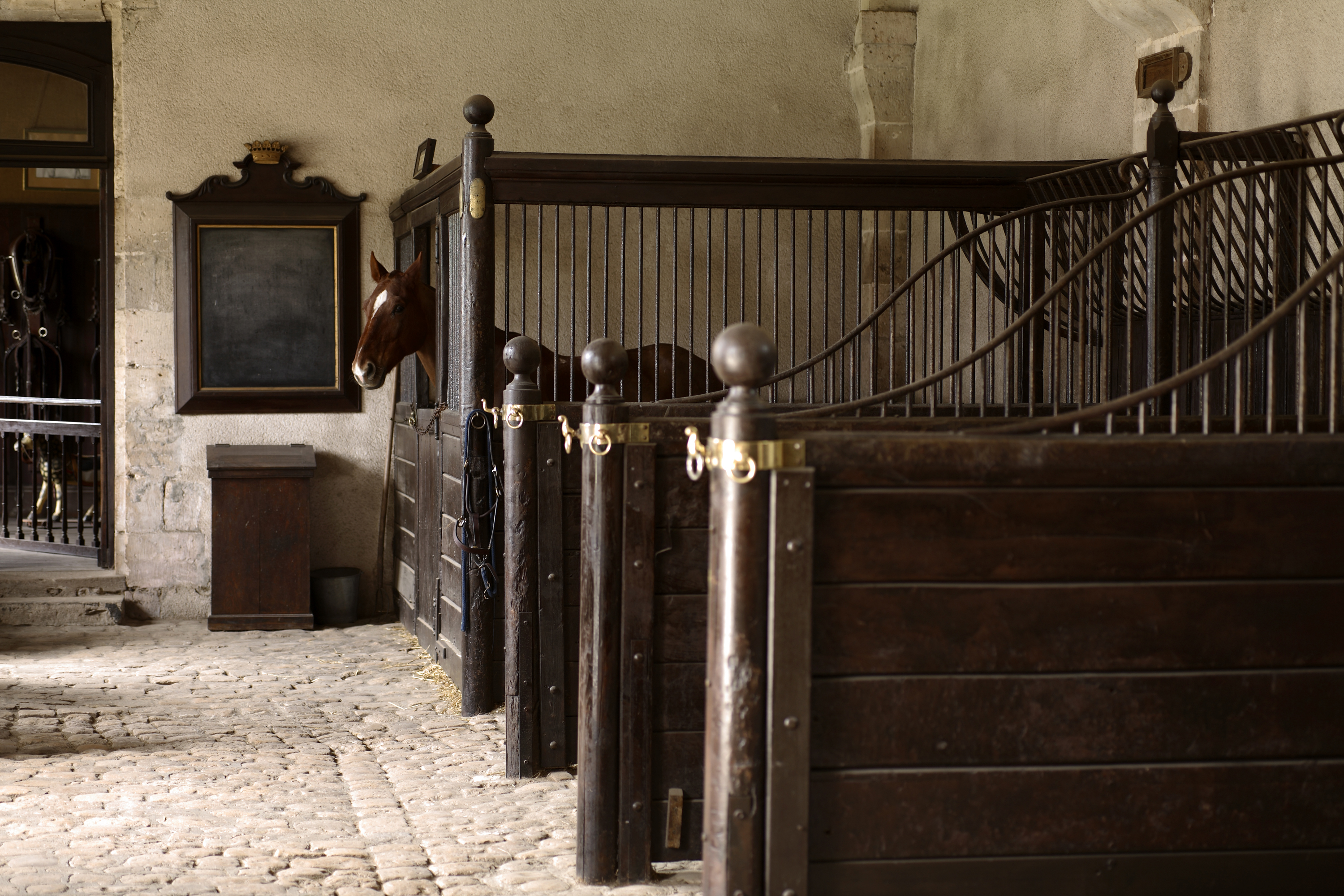
묶는 우리와 한 개의 상자 우리를 갖춘 전형적인 초기 마구간
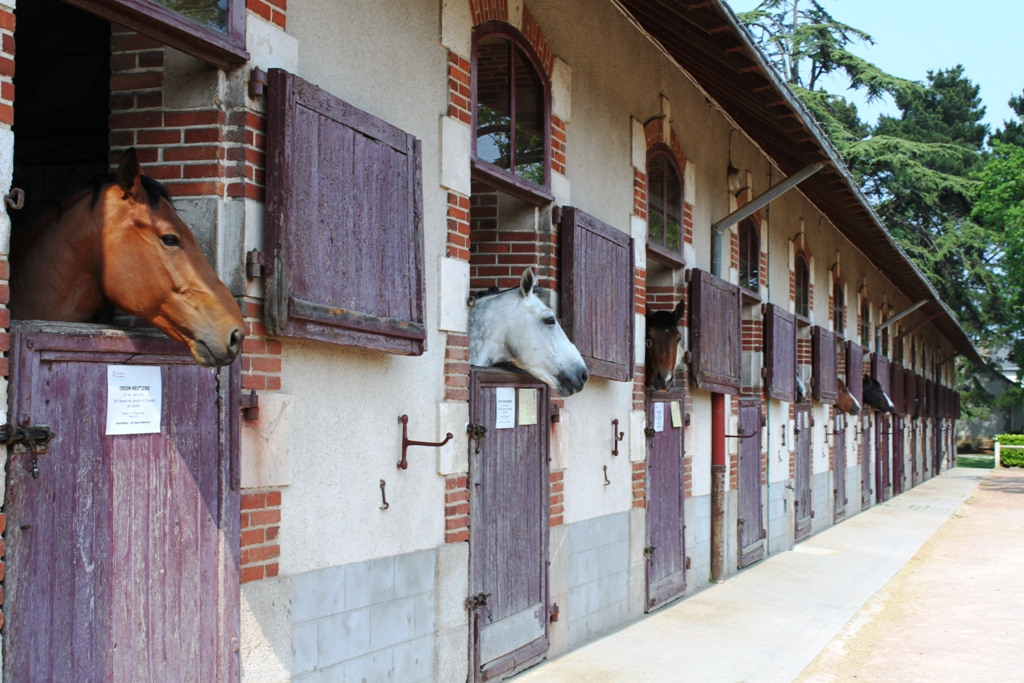
안마당을 향해 일렬로 지어진 전통적인 외부 문 마구간
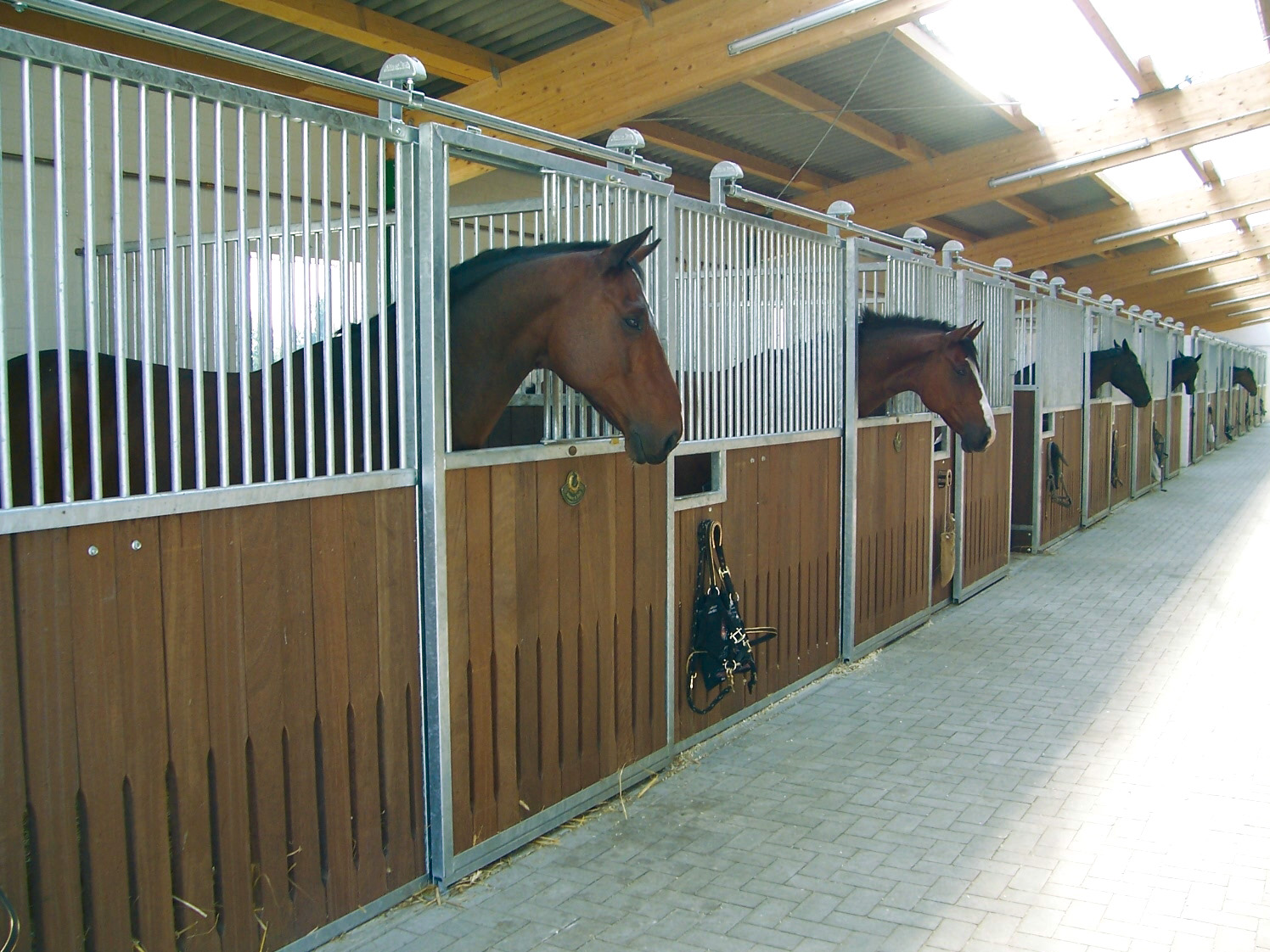
하나의 큰 건물 안에 지어진 독립형 마구간
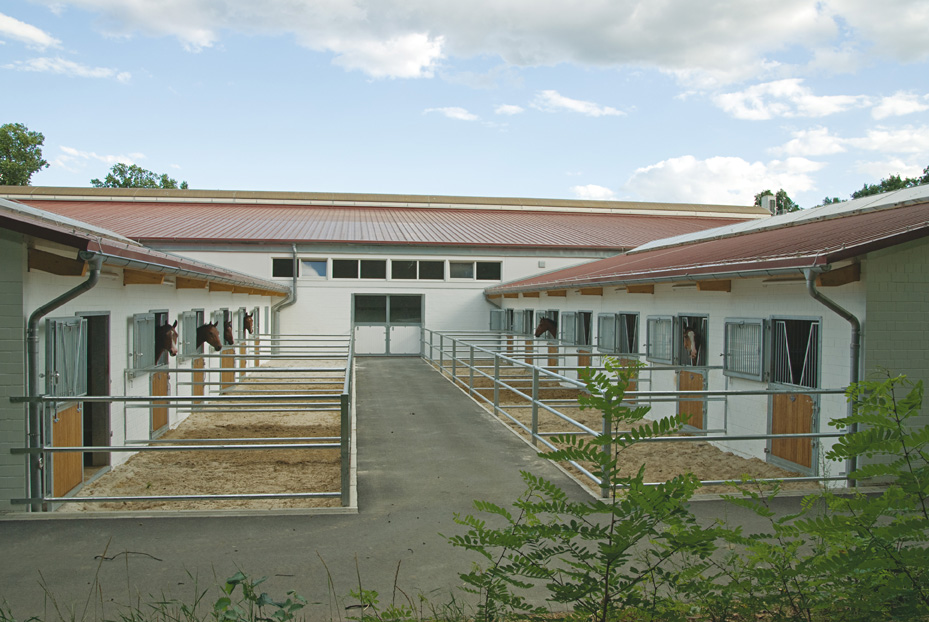
각 마구간에는 작은 울타리 운동장이 있으며, 각 마구간으로의 접근은 건물 내부에서 이루어진다.
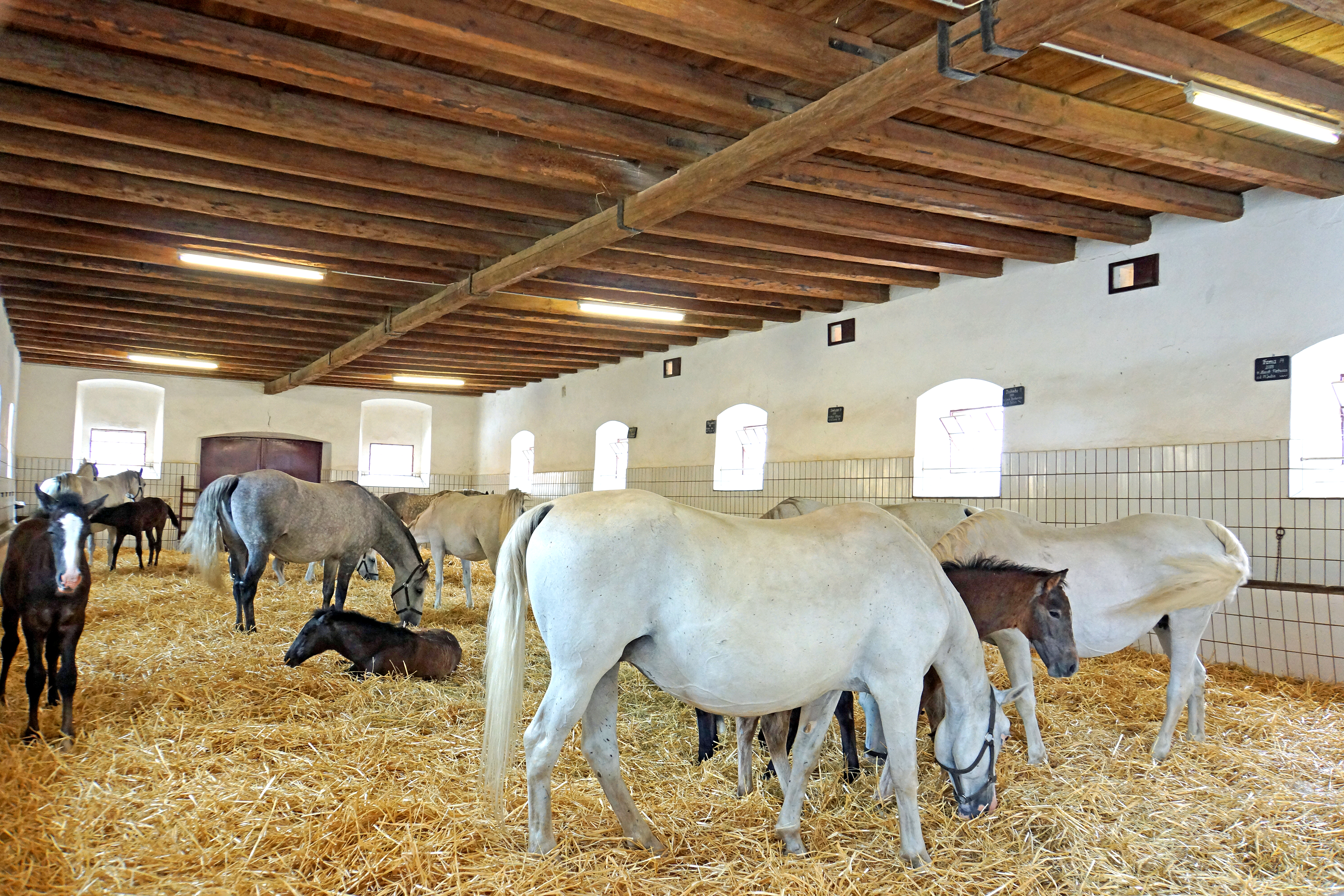
개방형 배치로 개별 마구간이 없는 마구간

## 역사

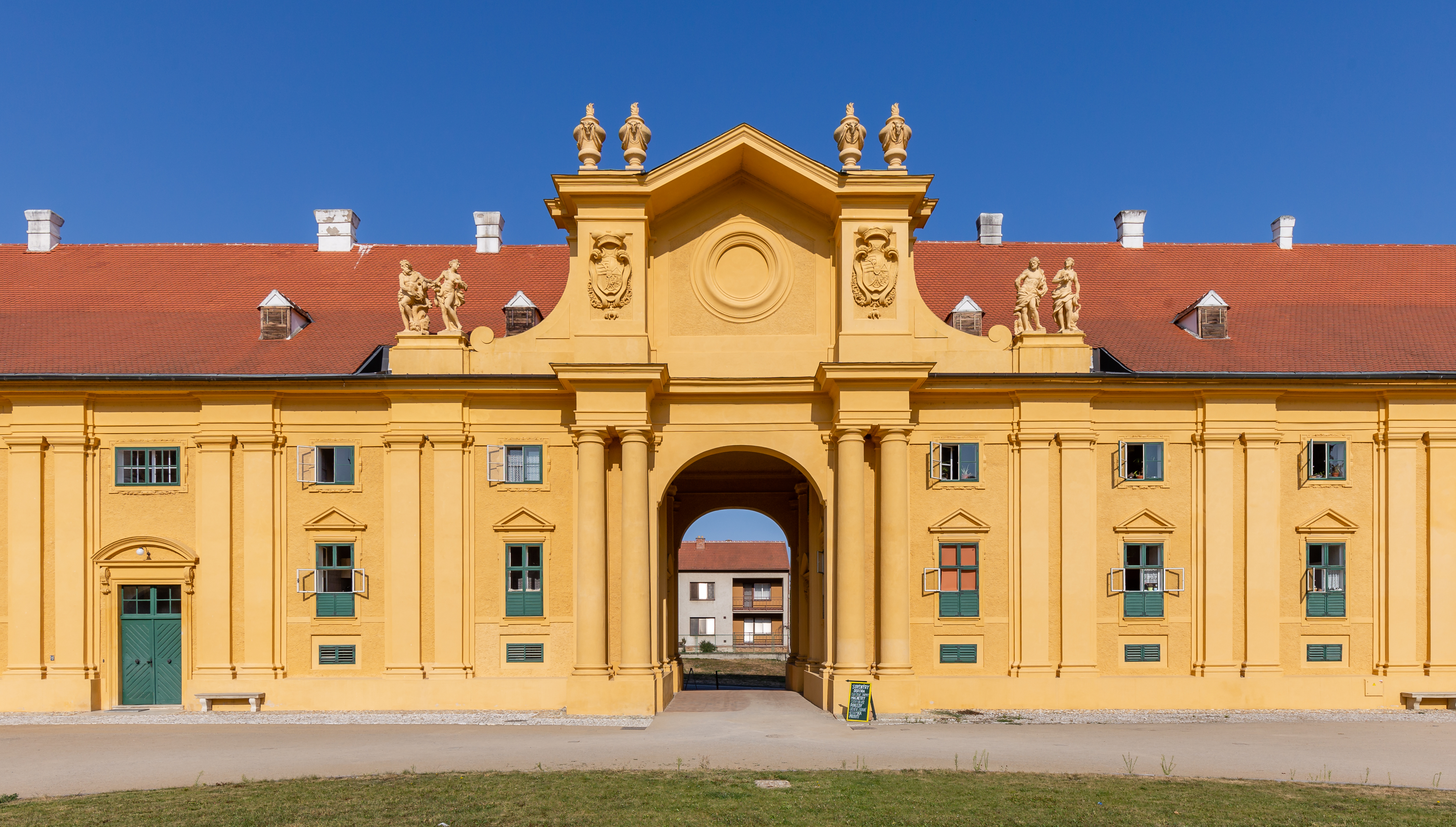
체코의 마구간과 승마장

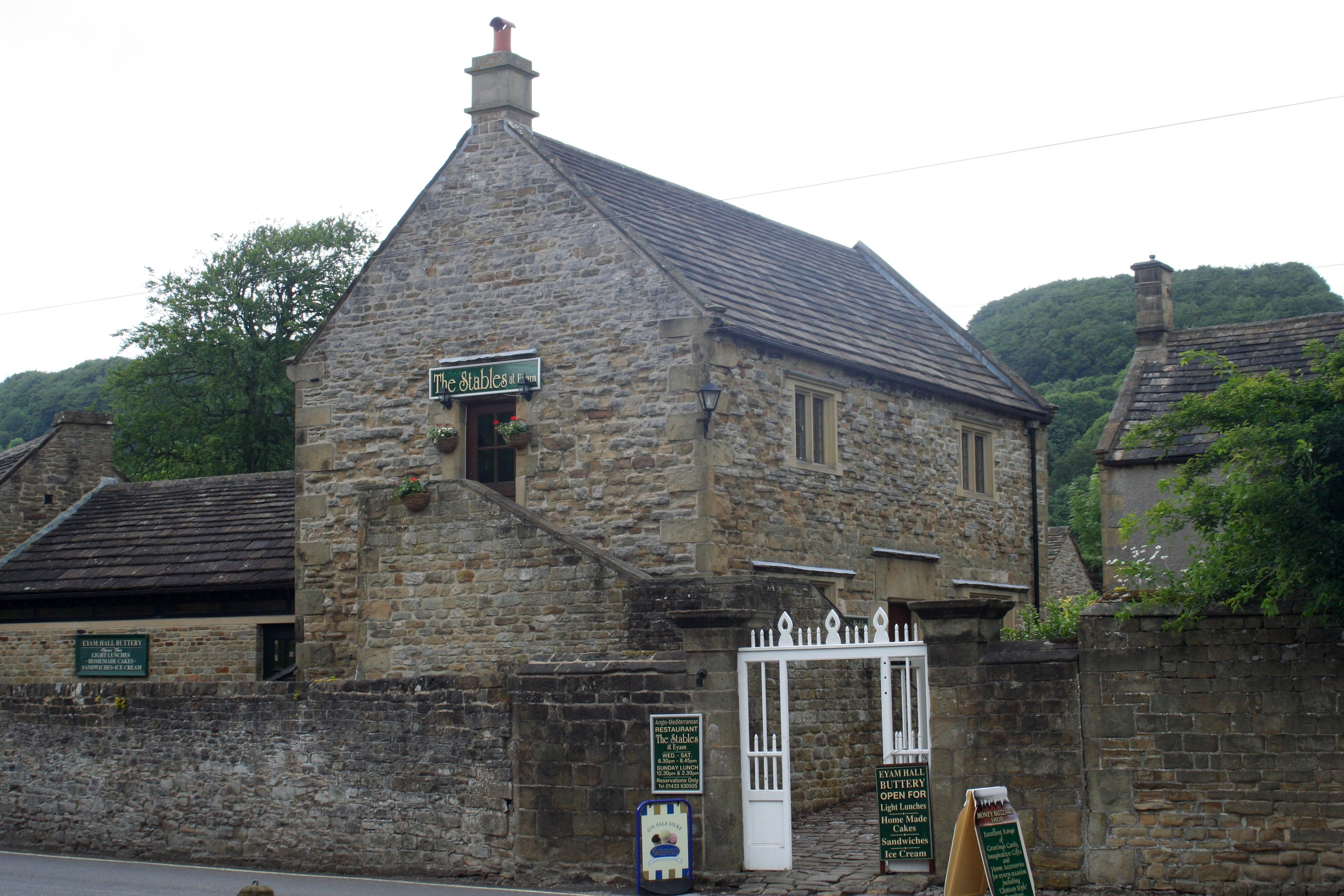
외부 석재 계단이 있는 영국식 2층 석재 마구간 (용도 변경됨)

말이 주요 운송 수단이었던 시기, 유럽의 상류층과 왕족은 마차를 끌고, 승마하고, 번식시키기 위해 많은 말을 기르는 마구간을 유지했다. 이 마구간 중 상당수는 정교하게 건축되었으며 오늘날에도 남아 있다.
잉글랜드에서는 마구간이 역사적으로 농장에서 두 번째로 지어진 건물이었다. 세계에서 가장 오래된 말 마구간은 고대 이집트의 칸티르에 있는 고대 도시 피람세스에서 발견되었으며, 람세스 2세 (기원전 약 1304–1213년)에 의해 세워졌다. 이 마구간은 약 182,986 제곱피트의 면적을 덮었고, 배수를 위해 경사진 바닥을 가졌으며, 약 480마리의 말을 수용할 수 있었다.
독립형 마구간은 16세기부터 지어지기 시작했다. 이 동물들은 매우 귀중하게 여겨지고 세심하게 관리되었기 때문에 집 가까이에 잘 지어지고 배치되었다. 이들은 한때 경제에 필수적이었고 소유자의 지역 사회 내 위치를 나타내는 지표였다. 19세기 중반 또는 그 이전에 지어진 완전한 내부 (즉, 마구간, 여물통 및 사료 받침대 포함)의 예는 상대적으로 거의 남아 있지 않다.
전통적으로 영국의 마구간은 위층에 건초 저장고가 있고 앞쪽에 던지는 문이 있었다. 문과 창문은 대칭으로 배치되었다. 내부는 마구간으로 나뉘어 있었고 일반적으로 출산할 암말이나 아픈 말을 위한 큰 마구간을 포함했다. 바닥은 자갈 (또는 나중에 벽돌)로 되어 있었고 배수구도 있었다. 건물 측면에 세워진 외부 돌계단은 위층으로 올라가는 데 일반적이었다.

## 다른 용도
영단어 "stable"이라는 단어는 건물이 포함하는 말 무리(예: 대학의 마구간에는 다양한 품종이 포함됨)를 지칭하는 환유적으로도 사용되며, 더 나아가 동일한 사람이나 조직에 의해 훈련, 지도, 감독 또는 관리되는 사람들의 그룹(자주, 하지만 항상 그런 것은 아님, 운동선수들)을 지칭하는 은유적으로도 사용된다. 예를 들어, 미술관은 일반적으로 그들이 대표하는 예술가들을 "그들의 예술가 마구간"이라고 부른다. 유사하게, 자동차 애호가 잡지들은 때때로 수집용 자동차에 대해 이런 식으로 이야기하며, 수집가의 마구간에 있는 자동차들을 언급한다.
역사적으로 기병 부대의 본부, 단순히 말의 숙소가 아닌, "stable"로 알려져 있었다.

## 같이 보기
- 승마 용어 목록
- 말 관리
- 대여 마구간
- 승마 마구간
- 우리 (울타리)